# Calicasas
Calicasas er en by og kommune i det sydøstlige Spanien i provinsen Granada. Den har et indbyggertal på 658 (2024) indbyggere.